# Fresky Piera della Francesca
Fresky Piera della Francesca (Les Fresques de Piero della Francesca. En 3 mouvements) H. 352, jsou třívětou suitou pro velký orchestr. Započetí kompozice je datováno ke dni 20. 2. 1955 a ukončení 13. 4. 1955. Jedná se o dílo lyrické a meditativní, nikoli popisné, odráží období zralého individuální slohu Bohuslava Martinů. Dílo je inspirováno freskami renesančního malíře Piera della Francesca.

## Vznik díla
Bohuslav Martinů byl upozorněn Rudolfem Kunderou, francouzským malířem českého původu, na uměleckou velikost a hloubku Pierových fresek, kterými proslul chrám San Francesco v Arezzu. Martinů se do Arezza vydal v dubnu 1954, fresky na něj zapůsobily mimořádným dojmem, a proto se svůj zážitek pokusil fixovat hudbou. Nesnažil se o hudební přepis výtvarných syžetů, nýbrž zachytit atmosféru, kterou obraz vyzařuje.
Martinů Freskami navázal stavbou i myšlenkovou závažností na tradici svých třívětých symfonií. V roce 1955 také dokončil kantátu Otvírání studánek, oratorium Epos o Gilgamešovi, Koncert pro hoboj a malý orchestr a violovou sonátu. Skladatel podával rodině do Poličky informace o svém sebemenším plánu. V roce 1956 psal z New Yorku o věnování kompozice Rafaelovi Kubelíkovi, který ji později premiéroval. K Freskám poskytoval i programové poznámky. V listu určenému sestře 8. června 1955 prozradil:
| „                                                         | Ty Fresky della Francesca jsou pro velký orchestr, tři věty jako suita. Samozřejmě to není deskriptivní, ale vyjadřuje to ten dojem, který na mě ty fresky v kostele v Arezzu učinily. První věta je ta známá skupina žen s královnou ze Sáby, druhá je Sen Konstantinův a třetí je povšechný dojem z fresek. Tak teď to víš vše. Je to hodně impresionistické. | “ |
| — Jaroslav Mihule: Bohuslav Martinů: profil života a díla | |   |

## Charakteristika díla
Jedná se o jedno z vrcholných děl Bohuslava Martinů, kde uplatnil své instrumentální mistrovství. Dle slov předního českého muzikologa Jaroslava Mihuleho Martinů nemá smyslovou plnost svého výtvarného vzoru; schází se však s ním tam, kde jde o smysl uměleckého díla, o jeho estetické a myšlenkové působení. Význačná je volná hudební forma, ale zároveň přehledně strukturovaná kompozice.
Fresky Piera della Francesca byly složeny v poslední etapě života Martinů, kdy si osvojil tradičními analytickými postupy obtížně zachytitelné formování rozměrných instrumentálních skladeb. Fresky využívají „kaleidoskopický“ způsob kompoziční práce. Skladba začíná tématem, pak pokračuje přes volně provedené epizody, které nemusejí být vypracovány z původního tématu nebo s ním souviset. Proces končí v jednom bodě a pak se opět vrací, aby uzavřel periodu. Po ukončení první části se mění a končí kodou.
Fresky jsou rozčleněny do tří kontrastních vět. Základním kamenem 1. věty, Andante poco moderato, je vstupní myšlenka, která má fantazijní charakter. Jedná se o plynulý tok, jako bychom zvolna otáčeli hlavu a klouzali pohledem po barevném koberci nástěnných maleb. Vzorem první věty se stal zjev královny ze Sáby a jejích družek.
Druhá věta, Adagio, vznikla jako ohlas části Pierovy Legendy o Kříži nazvané Konstantinovo vidění.
Třetí věta, Poco allegro, je volnou hudební parafrází nálad z Pierova cyklu a nepřimyká se popisně k žádné scéně Legendy o Kříži, byla inspirována bitevními scénami z Legendy. Nejsou zde výrazné dramatické gradace, nýbrž ožívající fantaskní přeludy.
Tištěná partitura neuvádí bližší podrobnosti, svazující jednotlivé věty s Pierovým cyklem. 

## Recepce
Premiéra se konala v Salcburku 26. 8. 1956, vídeňskou filharmonii dirigoval Rafael Kubelík. Podle M. Šafránka, premiéra nedopadla dobře, jelikož Fresky jsou příliš náročné díky zvláštní duchovní síle, kterou dílu propůjčují. Navíc symfonický orchestr neměl dostatečně dlouhou zkušební dobu. Další ohlasy již byly pozitivní, například Alfred Schlee, ředitel nakladatelství Universal Edition ve svém telegramu z Vídně uvedl, že Fresky měly veliký úspěch, a že je s dílem spokojený (Mihule 2002, str. 496). Kladný názor na Fresky zastával i Ernest Ansermet, švýcarský dirigent. O díle se vyjádřil takto: „Co činí Fresky Piera della Francesca od Bohuslava Martinů autonomním a vysoce originálním hudebním dílem, je to, že neznamenají malířovy obrazy, nýbrž pocity, které zažíval před těmito obrazy, a způsob, kterým jsou s to podat historii zřetězením signifikantních představ navzájem aktivně propojených.“ 